# 貝塞曼鎮區 (明尼蘇達州卡爾頓縣)
貝塞曼鎮區（英語：Beseman Township）是位於美國明尼蘇達州卡爾頓縣的一個行政鎮區。

## 地方資料
貝塞曼鎮區的面積為93.30平方千米，當中陸地面積為93.20平方千米，而水域面積為0.10平方千米。根據2020年美國人口普查的數據，當地共有人口138人，而人口密度為每平方千米1.48人。